# Компактная звезда
Компактная звезда (компактный объект) — в совокупности белые карлики, нейтронные звезды и черные дыры. Термин включает также экзотические звезды, если такие гипотетические плотные тела будут найдены. Все компактные объекты имеют большую массу относительно их радиуса, что придает им очень высокую плотность по сравнению с обычным атомным веществом.
Компактные звезды часто являются конечным состоянием звездной эволюции, и в этом отношении их также называют звездными остатками. Состояние и тип звездного остатка зависит, прежде всего, от массы звезды, из которой он образовался. Неоднозначный термин компактная звезда часто используется, когда точная природа звезды неизвестна, но данные свидетельствуют о том, что она имеет очень маленький радиус по сравнению с обычными звездами. Компактную звезду, которая не является чёрной дырой, можно называть вырожденной звездой.

## Формирование
Обычно конечным состоянием звёздной эволюции является образование компактной звезды.
Большинство звезд в конечном итоге придут к конечному состоянию своего развития, когда внешнее радиационное давление от ядерных слияний в их внутреннем пространстве больше не может противостоять гравитационным силам. Когда это происходит, звезда коллапсирует под собственным весом и подвергается звёздной смерти. Для большинства звезд это приводит к образованию очень плотного и компактного звёздного остатка, также известного как компактная звезда.
Компактные звёзды не производят внутреннюю энергию, но, за исключением чёрных дыр, будут излучать миллионы лет избыток энергии, оставшийся после коллапса.
Согласно современному пониманию, компактные звезды могли также образовываться во время фазового разделения в ранней Вселенной после Большого взрыва. Первоначальное происхождение известных компактных объектов ранней Вселенной точно не определено.

## Продолжительность жизни
Хотя компактные звезды могут излучать и, следовательно, охлаждаться и терять энергию, они не зависят от высоких температур для поддержания своей структуры, как это делают обычные звезды. За исключением внешних возмущений и распада протонов, они могут сохраняться очень долго. Однако считается, что черные дыры окончательно испаряются из-за излучения Хокинга через триллионы лет. Согласно нашим нынешним стандартным моделям физической космологии, все звезды со временем превратятся в холодные и темные компактные звезды, когда Вселенная вступит в так называемую вырожденную эру в очень отдаленном будущем.
Несколько более широкое определение компактных объектов часто включает в себя более мелкие твердые объекты, такие как планеты, астероиды и кометы. Существует большое разнообразие звезд и других скоплений горячей материи, но, согласно термодинамике, вся материя во Вселенной должна в конечном итоге стать некими формами компактных звездных или субзвездных объектов.

## Белые карлики

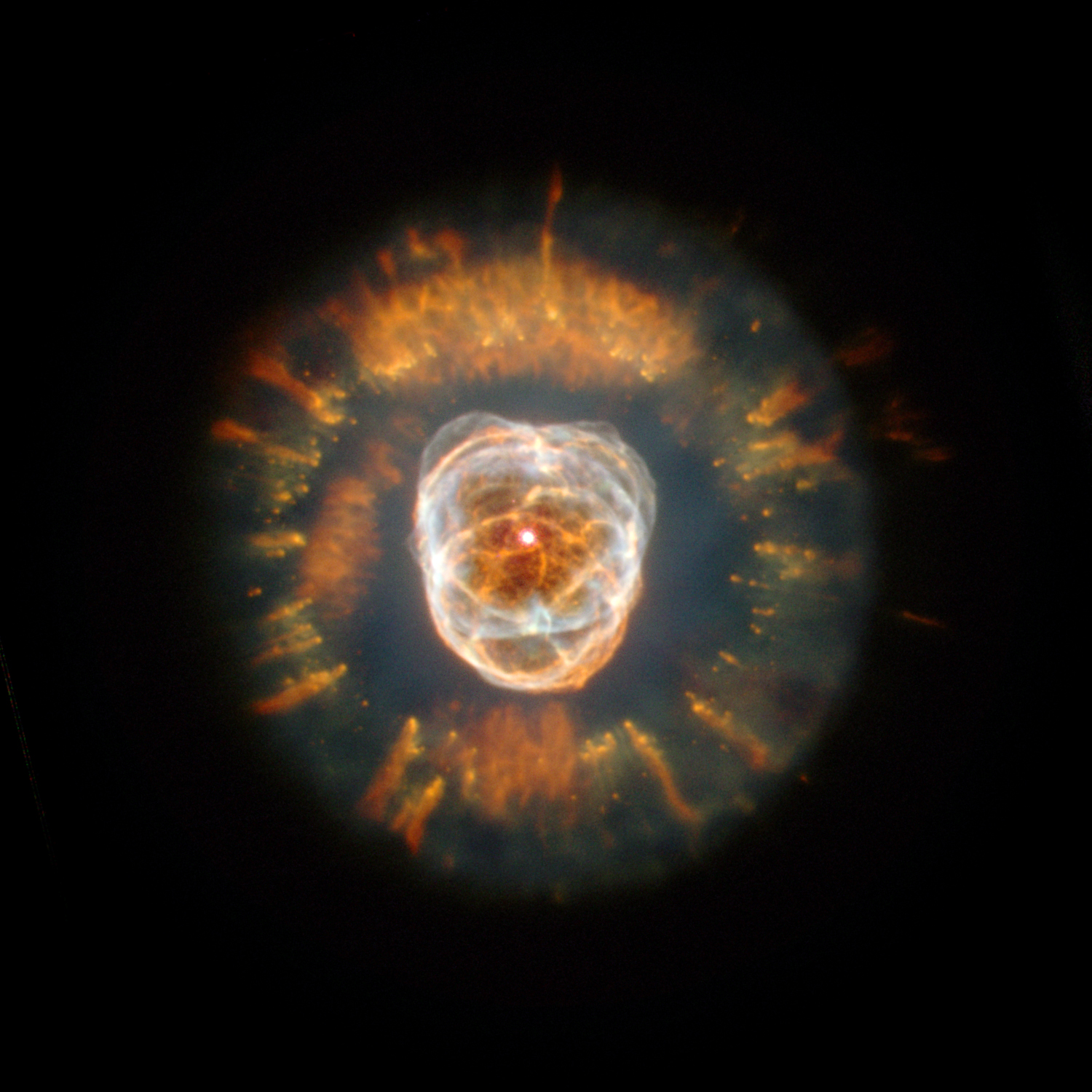
Эскимосская туманность освещается белым карликом в центре.

Звезды, называемые белыми или вырожденными карликами, состоят в основном из вырожденной материи; как правило, ядер углерода и кислорода в море вырожденных электронов. Белые карлики возникают из ядер звезд главной последовательности и поэтому они очень горячие, когда образуются. Когда они остынут, то они покраснеют и потускнеют, пока не станут в итоге темными черными карликами. Белые карлики наблюдались в XIX веке, но чрезвычайно высокая плотность и давление, которые они демонстрировали, не были объяснены до 1920-х годов.
Уравнение состояния для вырожденного вещества является «мягким», то есть добавление большей массы приведет к уменьшению объекта. Продолжая добавлять массу к звезде, что сейчас является белым карликом, объект сжимается, и центральная плотность становится ещё больше с более высокими энергиями вырожденных электронов. Радиус звезды сокращается до нескольких тысяч километров, и масса приближается к теоретическому верхнему пределу массы белого карлика, пределу Чандрасекара, примерно в 1,4 раза больше массы Солнца (M☉).
Если бы мы взяли вещество из центра нашего белого карлика и начали медленно сжимать его, мы бы сначала увидели, что электроны вынуждены объединяться с ядрами, превращая свои протоны в нейтроны путем обратного бета-распада. Равновесие бы сдвигалось в сторону более тяжелых нейтронно-более богатых ядер, которые не являются стабильными при обычных плотностях. По мере увеличения плотности эти ядра становятся все более крупными и менее связанными. При критической плотности около 4 ⋅1014 кг/м3), называемой границей нейтронной капли (англ. Nuclear drip line), атомное ядро имеет тенденцию распадаться на протоны и нейтроны. В конце концов мы бы достигли точки, где материя имеет плотности (около 2 ⋅1017 кг/м3) атомного ядра. На данный момент речь идет в основном о свободных нейтронах с небольшим количеством протонов и электронов.

## Нейтронные звезды

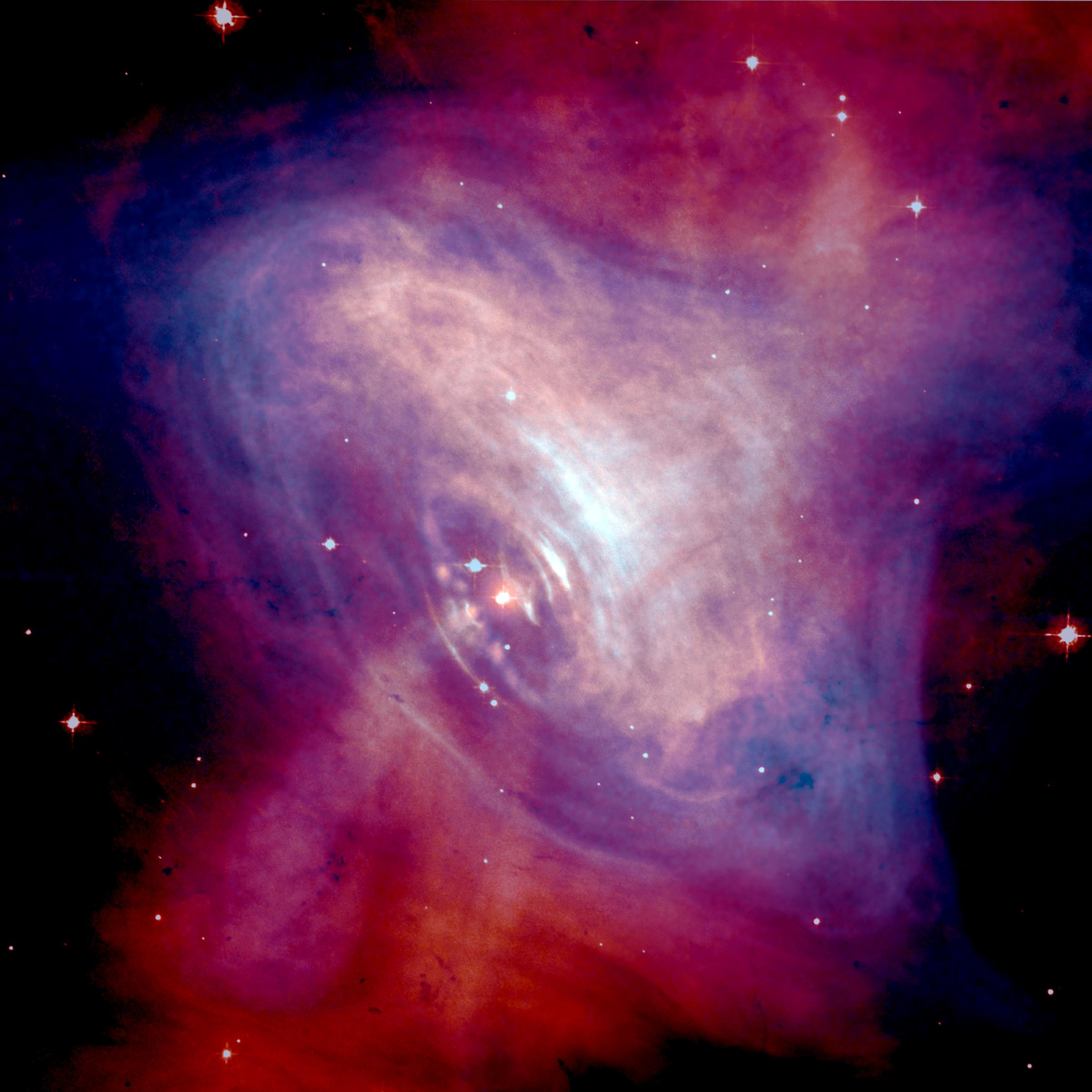
Крабовидная туманность — это остаток сверхновой, содержащий Крабовый пульсар, нейтронную звезду.

В некоторых двойных звездах с одним белым карликом масса переносится от звезды-компаньона на белый карлик, в результате чего звезда превышает предел Чандрасекара. Электроны реагируют с протонами с образованием нейтронов и, таким образом, больше не обеспечивают необходимое давление, чтобы противостоять гравитации, вызывая коллапс звезды. Если центр звезды состоит в основном из углерода и кислорода, то такой гравитационный коллапс вызовет безудержное слияние углерода и кислорода, в результате чего сверхновая звезда типа Ia полностью разлетится, избавившись от части звёздной массы, прежде чем коллапс станет необратимым. Если центр звезды состоит в основном из магния или более тяжелых элементов, то коллапс продолжится. При дальнейшем увеличении плотности оставшиеся электроны реагируют с протонами с образованием большего количества нейтронов. Коллапс продолжается до тех пор, пока (при более высокой плотности) нейтроны не станут вырожденными. Новое равновесие возможно после того, как звезда сжимается на три порядка до радиуса от 10 до 20 км. Это нейтронная звезда.
Хотя первую нейтронную звезду наблюдали в 1967 году, когда был обнаружен первый радиопульсар, нейтронные звезды были теоретически предсказаны Бааде и Цвикки в 1933 году, всего через год после открытия нейтрона в 1932 году. Они поняли, что, поскольку нейтронные звезды настолько плотны, коллапс обычной звезды к нейтронной звезде высвободит большое количество потенциальной гравитационной энергии, что станет возможным объяснением сверхновых. Такие сверхновые (типа Ib, Ic и II) возникают, когда железное ядро массивной звезды превышает предел Чандрасекара и коллапсирует до нейтронной звезды.
Как и электроны, нейтроны являются фермионами. Поэтому они обеспечивают давление нейтронного вырождения для удержания нейтронной звезды от коллапса. Кроме того, отталкивающие нейтрон-нейтронные взаимодействия обеспечивают дополнительное давление. Как и предел Чандрасекара для белых карликов, существует предельная масса для нейтронных звезд: предел Толмана — Оппенгеймера — Волкова, где этих сил больше не достаточно для удержания звезды. Поскольку силы в плотной адронной материи пока не совсем понятны, этот предел точно не известен, но считается, что он находится между 2,01 и 2,16 M⊙. Если на нейтронную звезду будет падать больше массы, в конечном итоге этот предел массы будет достигнут, и звезда коллапсирует.

## Черные дыры

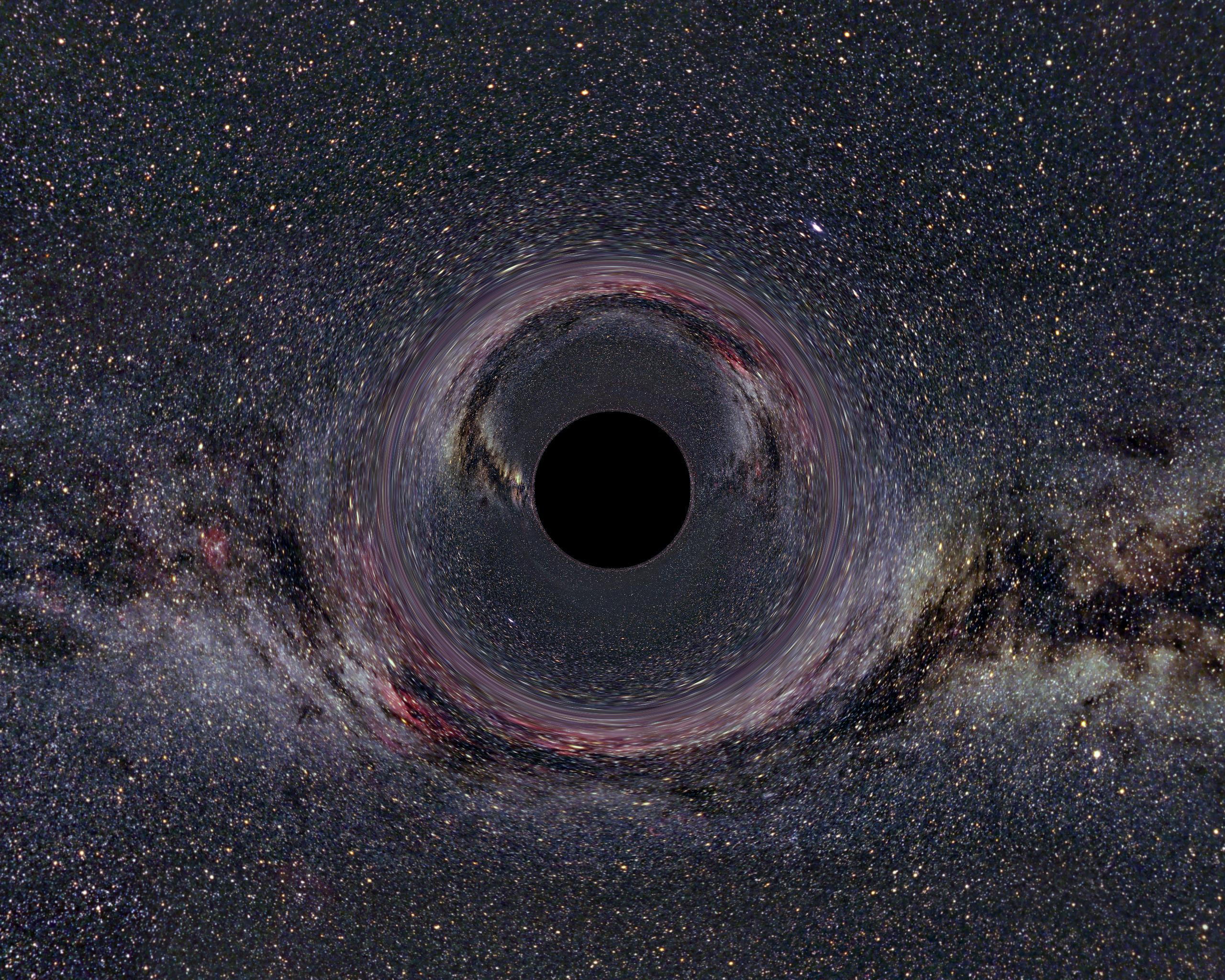
Смоделированная чёрная дыра из десяти солнечных масс, на расстоянии 600 км.

По мере накопления большей массы равновесие проигрывает гравитационному коллапсу и достигает своего предела. Давление звезды оказывается недостаточно, чтобы уравновесить гравитацию, и катастрофический гравитационный коллапс происходит за миллисекунды. Скорость убегания на поверхности, уже по крайней мере 1/3 скорости света и быстро достигает скорости света. Ни энергия, ни материя не могут покинуть эту область: образуется чёрная дыра. Весь свет будет захвачен в пределах горизонта событий, и поэтому чёрная дыра выглядит действительно чёрной, за исключением возможности излучения Хокинга. Предполагается, что коллапс будет продолжаться.
В классической теории общей теории относительности образуется гравитационная сингулярность, с размером не более точки. Возможно произойдёт новая остановка катастрофического гравитационного коллапса при размере, сопоставимом с длиной Планка, но на этих длинах не существует известной теории гравитации, которая могла бы предсказать последствия. Добавление любой дополнительной массы к чёрной дыре приведет к линейному увеличению радиуса горизонта событий в зависимости от массы центральной сингулярности. Это вызовет определённые изменения в свойствах чёрной дыры, такие как уменьшение приливных сил вблизи горизонта событий и уменьшение напряженности гравитационного поля на горизонте событий. Однако не будет никаких дальнейших качественных изменений в структуре, связанных с каким-либо увеличением массы.

### Альтернативные модели чёрной дыры
- Звуковая чёрная дыра[8]
- Гравастар
- Звезда темной энергии
- Чёрная звезда
- Магнитосферный вечно коллапсирующий объект
- Темная звезда
- Изначальные черные дыры

## Экзотические звезды
Экзотическая звезда — это гипотетическая компактная звезда, состоящая из других частиц, помимо электронов, протонов и нейтронов, с уравновешенным гравитационным коллапсом посредством давления вырожденного газа или другими квантовыми свойствами. К ним относятся странные звезды (состоящие из странной материи) и более умозрительные преоновые звезды (состоящие из преонов).
Экзотические звезды являются гипотетическими, но наблюдения, опубликованные рентгеновской обсерваторией Чандра 10 апреля 2002 г., обнаружили два кандидата в странные звезды, обозначенные RX J1856.5-3754 и 3C58, которые ранее считались нейтронными звездами. Исходя из известных законов физики, первая казалась намного меньше, а последняя намного холоднее, чем следовало бы, предполагая, что они состоят из материала, более плотного, чем нейтроний. Тем не менее, эти наблюдения встречаются со скептицизмом исследователей, которые говорят, что результаты не окончательны.

### Кварковые звезды и странные звезды
Если нейтроны достаточно сильно сжать при высокой температуре, они будут разлагаться на составляющие их кварки, образуя то, что известно как кварковая материя. В этом случае звезда будет сжиматься дальше и становиться более плотной, но вместо полного коллапса в чёрную дыру, возможно, что звезда может стабилизироваться и выживать в этом состоянии бесконечно, пока не будет добавлена масса. В какой-то степени она стала очень большим нуклоном. Звезда типа А в этом гипотетическом состоянии называется кварковой звездой или, точнее, «странной звездой». Пульсар 3C58 был предложен в качестве возможной кварковой звезды. Считается, что большинство нейтронных звезд содержат ядро кварковой материи, но это оказалось трудно определить через наблюдения.

### Преонные звезды
Преонная звезда — предлагаемый тип компактной звезды, состоящей из преонов, группы гипотетических субатомных частиц. Предполагается, что преонные звёзды имеют огромную плотность, превышающую 1023 кг на кубический метр — промежуточное звено между кварковыми звёздами и чёрными дырами. Преонные звезды могут возникать в результате взрывов сверхновых или Большого взрыва; однако современные наблюдения на ускорителях частиц не говорят о существовании преонов.

### Q звезды
Q-звезды — гипотетические компактные, более тяжелые нейтронные звезды с экзотическим состоянием материи, где число частиц сохраняется с радиусом, в 1,5 раза меньшим соответствующего радиуса Шварцшильда. Звезды Q также называют «серыми дырами».

### Электрослабые звезды
Электрослабая звезда — это теоретический тип экзотической звезды, при котором гравитационный коллапс звезды предотвращается радиационным давлением, возникающим в результате электрослабого горения, то есть энергии, выделяющейся при преобразовании кварков в лептоны посредством электрослабой силы. Этот процесс происходит в объёме в ядре звезды, примерно размером с яблоко, содержащем около двух масс Земли.

### Бозонная звезда
Бозонная звезда — гипотетический астрономический объект, который сформирован из частиц, называемых бозонами (обычные звезды формируются из фермионов). Для существования этого типа звезды должен существовать устойчивый тип бозона с отталкивающим самовоздействием. По состоянию на 2016 год нет существенных доказательств того, что такая звезда существует. Однако их обнаружение возможно по гравитационному излучению, испускаемому парой ко-вращающихся бозонных звезд.

## Компактные релятивистские объекты и обобщенный принцип неопределенности
В последнее время на основе обобщенного принципа неопределенности, предложенного некоторыми подходами к квантовой гравитации, такими как теория струн и двойная специальная теория относительности, было изучено влияние принципа обобщенной неопределенности на термодинамические свойства компактных звезд с двумя различными компонентами. A. Tawfik отметил, что существование квантовой гравитационной поправки имеет тенденцию противостоять коллапсу звезд, если параметр принципа обобщенной неопределенности принимает значения между масштабом Планка и масштабом электрослабого взаимодействия. По сравнению с другими подходами было обнаружено, что радиусы компактных звезд должны быть меньше, а увеличение энергии уменьшает радиусы компактных звезд.